# Оршулик, Алоизий
Алоизий Оршулик (пол. Alojzy Orszulik; 21 июня 1928, Барановице — 21 февраля 2019, Лович) — польский католический епископ и общественный деятель. В 1989—1992 — ауксилиарий епархии Седльце, в 1992—2004 — епархиальный епископ, с 2004 — почётный епископ епархии Ловича. Играл видную роль в общественно-политических процессах 1980-х годов. С 1968 по 1993 — начальник пресс-бюро польского католического епископата, в 1988 — посредник при переговорах в Магдаленке, в 1989 — участник Круглого стола.

## Происхождение, учёба, хиротония
Родился в крестьянской семье. Во время немецкой оккупации Польши и в первые послевоенные годы работал плотником. Состоял в молодёжном католическом объединении Марианская конгрегация. В 1948 поступил и в 1951 окончил Паллотинскую семинарию в Хелмно. До 1957 изучал теологию и философию в Высшей Паллотинской духовной семинарии.
22 июня 1957 года рукоположен в священники кардиналом Стефаном Вышинским. Окончил Люблинский католический университет по курсу канонического права.
С 1961 по 1989 Алоизий Оршулик читал лекции по каноническому праву в Высшей Паллотинской семинарии. В 1963—1966 ассистировал на кафедре римского права варшавской Академии католической теологии.

## Служение в ПНР
С 1962 года ксёндз Оршулик служил в секретариате польского епископата. С 1968 по 1993 возглавлял пресс-бюро польского католического епископата. Участвовал в переговорах между костёлом и властями ПНР по вопросам положения церкви. Выступал в качестве видного церковного администратора, именовался аббатом.
В 1980—1981 годах Алоизий Оршулик как начальник пресс-бюро озвучивал позицию польского епископата и примасов Вышинского и Глемпа в противостоянии между ПОРП и Солидарностью. Позиция рассматривалась как компромиссная — в принципе поддерживая оппозиционный профсоюз, костёл призывал к политической осторожности, «работе с чувством гражданской ответственности» и не одобрял массовых забастовок.
В период военного положения и в конце 1980-х Оршулик участвовал в подготовке законопроектов об отношениях между государством и церковью. Состоял в ряде церковных общественных комитетов. Участвовал в организации визита Папы Римского Иоанна Павла II в Польшу в 1983 (это событие стало важной вехой политического противоборства). В 1987 стал членом совместной комиссии польского епископата и Ватикана. В 1974—1994 состоял в Папском совете по массовым коммуникациям.
Алоизий Оршулик пользовался серьёзным политическим авторитетом. Именно он непосредственно представлял костёл как посредника в контактах правительства с «Солидарностью». Осенью 1988 года Оршулик принял активное участие в переговорах в Магдаленке, весной 1989 — в Круглом столе.

## Епископ в новой Польше
С 1989 по 1994 Алоизий Оршулик занимал пост заместителя секретаря польского епископата. Являлся вице-председателем конференции польских епископов 1994 года. Состоял в совместной комиссии костёла и правительства по правовым вопросам. В качестве делегата от Святого Престола участвовал в переговорах о конкордате.
8 сентября 1989 года Папа Иоанн Павел II назначил Алоизия Оршулика вспомогательным епископом в епархии Седльце и титулярным еспископом в Виссальсе (Алжир). 8 декабря 1989 года в седльцком кафедральном Соборе Непорочного Зачатия Пресвятой Девы Марии Алоизий Оршулик рукоположен в епископы. В 1989—1992 Оршулик — генеральный викарий епархии.
25 марта 1992 Иоанн Павел II учредил епархию Ловича. Епархиальным епископом был назначен Алоизий Оршулик. 12 апреля 1992 совершил ингресс в ловичском кафедральном Соборе Успения Пресвятой Девы Марии и святого Николая. Занимал епископскую кафедру до 22 мая 2004 года. Создал в Ловиче Высшую духовную семинарию и Католический колледж, учредил отделение Каритаса и католическое Радио Виктория. В 1999 году принял в Ловиче Иоанна Павла II. Получил благодарственное письмо из Ватикана за епископское служение. После выхода на пенсию в 2004 году до конца жизни был почётным епископом Ловича.
4 ноября 2010 года указом президента Польши Бронислава Коморовского Алоизий Оршулик был награждён высшей польской наградой — орденом Белого орла. Являлся почётным гражданином нескольких польских городов.

## Кончина и похороны
Алоизий Оршулик скончался в Ловиче в возрасте 90 лет. Похоронен в кафедральной базилике Собора Успения Пресвятой Девы Марии и святого Николая.
На траурной церемонии присутствовали примас Польши Войцех Поляк, епархиальный епископ Ловича Анджей Дзюба, маршал сената Станислав Карчевский, представители епископата и клира, верующие прихожане, сотрудники правительства, депутаты сейма. Было зачитано послание Папы Римского Франциска I и маршала сейма Марека Кучиньского.